# Sipho (Organ)

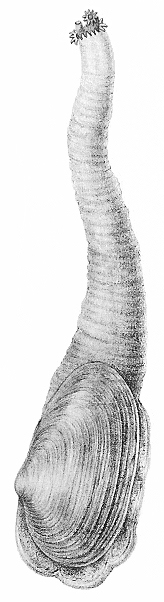
Sandklaffmuschel mit ausgestülptem Sipho

Als Sipho (Plural: Siphonen), Siphe (gr. siphon „Röhre“, „Spritzer“, „Heber“) oder Siphon wird ein röhrenförmiges Organ bei unterschiedlichen Gruppen von Schalenweichtieren (Conchifera) bezeichnet. Dabei erfüllt es verschiedene Funktionen, meist im Zusammenhang mit der Zufuhr von sauerstoffreichem Frisch- in die und/oder der Abfuhr von exkrementbeladenem Altwasser aus der Schale.
- Bei Kopffüßern (Cephalopoda) bildet der Sipho das Trichterorgan. Dieses darf nicht mit dem gleichnamigen, aber völlig verschiedenen Organ außenschaliger Kopffüßer verwechselt werden, welches daher im Englischen auch siphuncle genannt wird. Der Sipho in dieser zweiten Bedeutung ist ein von Blutgefäßen durchzogener Gewebsstrang, der von einer porösen, teils kalkigen, teils chitinösen Hülle (Siphonalhülle) umgeben ist. Er zieht sich vom Eingeweidesack in der Wohnkammer ausgehend rückwärts durch alle Gehäusekammern – in ihrer Gesamtheit als Phragmokon bezeichnet – bis in die Anfangskammer. Über den Sipho kann osmotisch eine wässrige Flüssigkeit in die jüngste(n) Kammer(n) abgegeben oder von dort aufgenommen werden und im Gegenzug durch passive Diffusion ein luftähnliches Gasgemisch aufgenommen bzw. abgegeben werden.[2] Dies dient der Regulation des Auftriebs des Gehäuses. Sipho und Phragmokon bilden somit zusammen einen hydrostatischen Apparat.
- Bei manchen im Wasser lebenden Schnecken (Gastropoda) ist der Sipho ein Fortsatz des Mantelrandes für die Einleitung von Atemwasser in den Kiemenraum des Gehäuses.
- Bei den Muscheln (Bivalvia) gibt es zwei Öffnungen (Atem- und Aftersipho) am hinteren Mantelrand, die miteinander verwachsen und zu einer Röhre verlängert sind.

Als Siphon wird bei Insekten ein Atemrohr bezeichnet, das unter Wasser als Schnorchel verwendet wird.

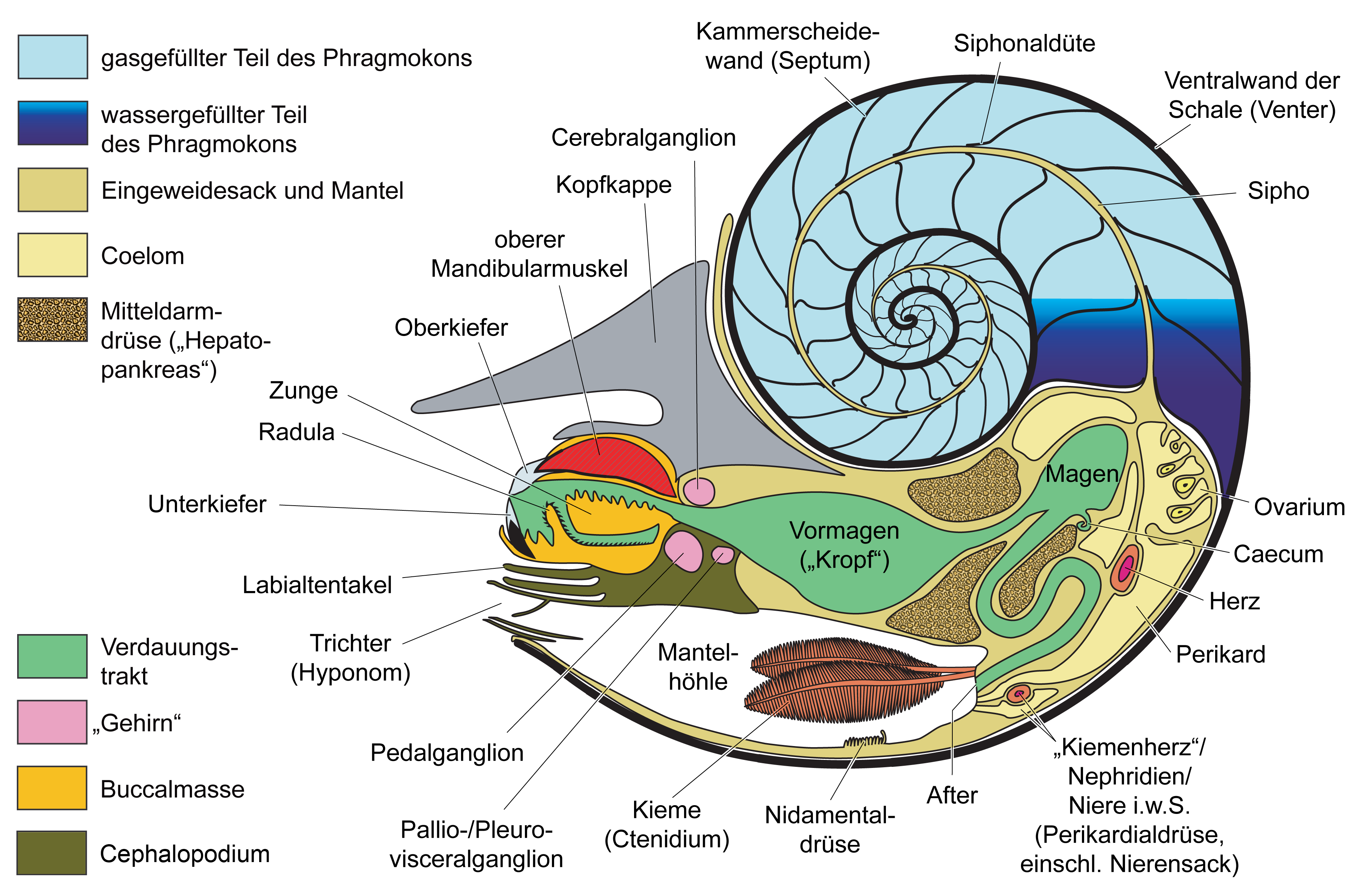
Anatomie der Kopffüßer am Beispiel des Perlboots Nautilus
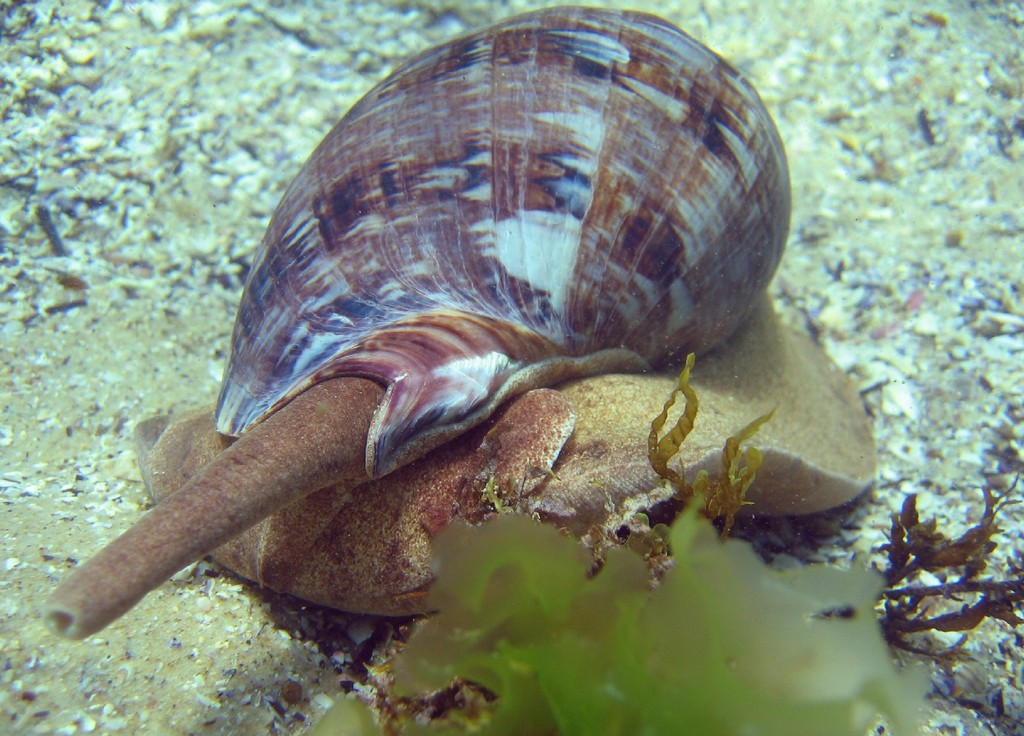
Sipho der Walzenschnecke Cymbiola magnifica
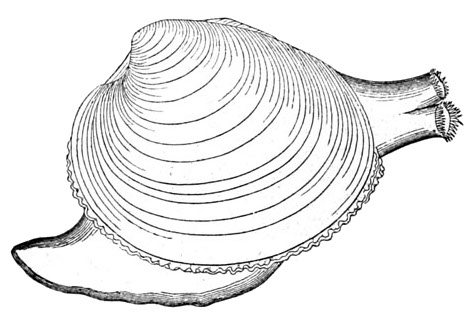
Venusmuschel (Veneridae) mit getrennten Siphonen